# Евдам (сатрап Індії)
Евдам (дав.-гр. Εὔδημος ; страчений у 316 році до н. е.) — македонський воєначальник і сатрап.

## Біографія
Під час походу Александра Великого Евдам був таксіархом загону фракійців. Згодом зайняв важливу посаду при правителі північної Індії Філіппі. На думку В. Хеккеля Філіп був сатрапом, а Евдам керував військом фракійців, які забезпечували його владу. Після загибелі Філіппа в 326 році до н. е. від рук найманців, що збунтувалися, цар доручив Евдаму разом з раджею Таксилом управління сатрапією Філіпа    .
Діодор Сіцилійський назвав Евдама винуватцем смерті давнього ворога Таксіла раджі Пора . У 318 році до н. е. Піфон убив сатрапа Парфії Філіпа і поставив на його місце свого брата Евдама . Захоплення Парфії не призвело до очікуваного посилення Піфона. Сатрапи сусідніх областей об'єдналися та оголосили йому війну. Очевидно, вони побоювалися, що захоплення Парфії є лише першим кроком Піфона з захоплення нових володінь. Діодор поіменно перераховує членів антипіфонівської коаліції. Серед них був і Евдам, який привів п'ятсот вершників, триста піших воїнів та сто двадцять слонів  .
Згодом Евдам зі своїм військом приєднався до армії Евмена, що боровся з Антигоном. Під час битви при Паретакені 316 року до н. е. він знаходився на лівому фланзі  . Саме на цьому фланзі розгорнулися основні бої. Антигон зміг повернути на втечу війська Евдама. Евмен був змушений задіяти резерви та війська з правого флангу, щоб не допустити поразки .
Діодор Сіцилійський писав, що Евмен підкупив Евдама видавши йому 200 талантів, офіційно на утримання слонів . Плутарх, навпаки, стверджував, що Евмен позичив у Евдаму велику суму грошей. Тому коли проти Евмена виникла змова, Евдам повідомив про це воєначальнику оскільки боявся остаточно втратити дані в борг гроші  .
Після битви при Габієні 316 року до н. е. Евдам потрапив у полон до Антігона і був страчений  .